# Estadi Feliciano Cáceres
L'Estadi Feliciano Cáceres és un estadi de futbol de la ciutat de Luque, Paraguai.
És la seu del club Sportivo Luqueño i duu el nom de l'antic president del club Feliciano Cáceres. L'antic estadi fou demolit i tornat a construir l'any 1999. Té una capacitat per a 24.000 espectadors.
Va ser una de les seus de la Copa Amèrica de futbol de 1999.